# Club Universitario de Deportes (féminines)
Pour la section masculine, voir Club Universitario de Deportes.
Maillots
Dernière mise à jour : 2 septembre 2023.
La section de football féminin du Club Universitario de Deportes est un club de football féminin péruvien basé à Lima. 
Il détient le record de titres en championnat du Pérou (cinq titres).

## Histoire
Officiellement, le premier match de l'Universitario de Deportes féminines a lieu le 28 octobre 1953 contre le José Pardo de Miraflores, confrontation historique puisqu'il s'agit de la première rencontre entre deux équipes féminines au Pérou, même s'il s'agit d'un match amical.
Près de 40 ans plus tard, le football féminin reprend son activité et de 1990 à 2003, l'Universitario de Deportes dispose d'une section féminine, mais en raison de problèmes économiques, le club cesse d'investir dans cette discipline. Il faut attendre 2010 pour que le football féminin y retrouve sa place. 
L'Universitario de Deportes féminin réalise le triplé en remportant le championnat du Pérou en 2015, 2016 et 2016-2017. Il a d'ailleurs l'occasion de participer à la Copa Libertadores en 2015, 2016 et 2017.
Le 26 octobre 2019 le club joue contre l'Alianza Lima la finale de la zone Lima à l'Estadio Nacional (victoire 2-1), match historique puisqu'il s'agit de la première rencontre entre clubs féminins télévisée au Pérou. Les deux clubs se retrouvent moins de deux mois plus tard, le 7 décembre 2019, afin de disputer la finale du championnat métropolitain de Lima-Callao, avec une nouvelle victoire de l'Universitario sur son classique rival sur le même score. Enfin, le 21 décembre 2019, en s'imposant 6-1 sur le Deportivo Amazon Sky, les Cremas remportent leur quatrième championnat national, assurant ainsi leur qualification à la Copa Libertadores 2020.
Deux ans plus tard, l'Universitario retrouve l'Alianza Lima cette fois-ci en finale du championnat 2021. Invaincues face à leur rival depuis leur première confrontation en 1997, les Cremas s'inclinent 0-1 ratant l'occasion de disputer la Copa Libertadores 2021. Cependant elles prennent leur revanche sur l'Alianza Lima à l'occasion de la finale du championnat 2023, en s'imposant sur deux manches (0-1, 2-0).
Qualifiées à l'édition 2023 de la Copa Libertadores, les joueuses de l'Universitario en sont rapidement éliminées, établissant le triste record d'être l'équipe accumulant à la fois le plus de défaites et le plus de buts encaissés dans ce tournoi continental (12 défaites en 14 matchs, avec 58 buts encaissés).

## Résultats sportifs

### Palmarès
| Compétitions nationales                                                                                | Compétitions régionales                                                                                                 |
| - Championnat du Pérou (5) : - Champion : 2015, 2016, 2016-2017, 2019 et 2023. - Vice-champion : 2021. | - Championnat métropolitain (Lima et Callao) (9) : - Champion : 1996, 1997, 2001, 2002, 2003, 2014, 2015, 2016 et 2019. |

### Bilan et records

#### Au niveau national
- Saisons au sein du championnat du Pérou (étape nationale + Liga Femenina) : 8 (2015-2017 / 2019 / 2021-).
- Plus large victoire obtenue en compétition officielle : 
  - Universitario de Deportes 20:0 Cultural Poeta (Championnat métropolitain 2018)[11].

#### Au niveau international
- Copa Libertadores : 5 participations (2015, 2016, 2017, 2020 et 2023).
- Plus large victoire obtenue en compétition officielle : 
  - Colón FC (féminines) 0:1 Universitario de Deportes (Copa Libertadores 2017)[12].
- Plus large défaite concédée en compétition officielle :  
  - CD Formas Íntimas 11:0 Universitario de Deportes (Copa Libertadores 2015)[13].

## Personnalités du club

### Effectif professionnel (2023)
Source consultée : universitario.pe
| N° | Nat.                 | Poste | Nom du joueur      |
| -- | -------------------- | ----- | ------------------ |
| 1  | Drapeau du Pérou     | G     | Sayuri Bravo       |
| 12 | Drapeau du Pérou     | G     | Karla López        |
| 21 | Drapeau du Venezuela | G     | Challenger Galvis  |
| 2  | Drapeau du Pérou     | D     | Stephannie Vásquez |
| 3  | Drapeau du Pérou     | D     | Kimbherly Flores   |
| 4  | Drapeau du Pérou     | D     | Adriana Muñoz      |
| 5  | Drapeau du Pérou     | D     | Fabiola Herrera    |
| 14 | Drapeau du Pérou     | D     | Even Pizango       |
| 20 | Drapeau du Pérou     | D     | Wendy Rivera       |
| 23 | Drapeau du Pérou     | D     | Fabiola Amaro      |
| 27 | Drapeau de l'Uruguay | D     | Stephanie Lacoste  |
| 6  | Drapeau du Pérou     | M     | Esthefany Espino   |
| 8  | Drapeau du Pérou     | M     | Scarleth Flores    |
| 10 | Drapeau du Pérou     | M     | Geraldine Cisneros |

| No. | Nat.                | Position | Nom du joueur      |
| --- | ------------------- | -------- | ------------------ |
| 15  | Drapeau du Pérou    | M        | Emily Arévalo      |
| 17  | Drapeau du Pérou    | M        | Aranxa Vega        |
| 22  | Drapeau du Pérou    | M        | Cindy Novoa        |
| 23  | Drapeau du Pérou    | M        | Gabriela Cavero    |
| 26  | Drapeau du Pérou    | M        | Morgan Montano     |
| 28  | Drapeau du Pérou    | M        | Ivanna Agüero      |
| 7   | Drapeau du Pérou    | A        | Sabrina Ramírez    |
| 9   | Drapeau du Pérou    | A        | Xioczana Canales   |
| 11  | Drapeau du Pérou    | A        | Nahomi Martínez    |
| 13  | Drapeau du Pérou    | A        | Milena Tomayconsa  |
| 18  | Drapeau du Paraguay | A        | Daiana Chiclana    |
| 19  | Drapeau du Pérou    | A        | María Ruiz         |
| 24  | Drapeau du Pérou    | A        | Marie Anne Briceño |
| 29  | Drapeau du Pérou    | A        | Mayra Agapito      |

### Anciennes joueuses
| - Vivian Ayres - Brunella di Chiara - Melissa Díaz - Rocío Fernández - Emily Flores | - Pierina Núñez - Steffani Otiniano - Carmen Quesada - Odalys Rivas - Miryam Tristán |

### Entraîneurs
- Víctor Cañete Lozano[15] (2012-2015)
- Marcelo Apaza[16] (2016)
- Juan Pablo Durand[17] (2017-2019)
- Paolo Maldonado[18] (2020)
- Juan Pablo Durand[17] (2020-2021)
- Paolo Maldonado[19] (2021-2022)
- Jhon Tierradentro[20] (2023-)